# 施拉特冰川
施拉特冰川（英語：Schlatter Glacier），是南極洲的冰川，位於維多利亞地，流經阿斯加德山脈，由美國南極名稱諮詢委員會以智利的生物學家命名，現時由南極條約體系管理。